# Monte Olivo
Monte Olivo ist eine Ortschaft und eine Parroquia rural („ländliches Kirchspiel“) im Kanton Bolívar der ecuadorianischen Provinz Carchi. Die Parroquia besitzt eine Fläche von 65,68 km². Die Einwohnerzahl lag im Jahr 2010 bei 1690.

## Lage
Die Parroquia Monte Olivo liegt in den Anden im Norden von Ecuador. Die östliche Verwaltungsgrenze verläuft entlang der kontinentalen Wasserscheide. Der Río Escudillas, rechter Quellfluss des Río Chota, sowie dessen Zuflüsse Quebrada Espejo und Río Cordova fließen entlang der südlichen Verwaltungsgrenze nach Westen und entwässern dabei das Areal. Im Südosten erhebt sich der 3788 m hohe Las Garzas. Der 2300 m hoch gelegene Hauptort befindet sich 13,5 km südsüdöstlich vom Kantonshauptort Bolívar.
Die Parroquia Monte Olivo grenzt im Osten an die Provinz Sucumbíos mit den Parroquias El Playón de San Francisco und La Sofía (beide im Kanton Sucumbíos), im Süden an die Provinz Imbabura mit der Parroquia Chugá (Kanton Pimampiro), im Westen an die Parroquia San Rafael sowie im Norden an die Parroquias Bolívar und La Paz (Kanton Montúfar).

## Orte und Siedlungen
In der Parroquia Monte Olivo gibt es neben dem Hauptort (cabecera parroquial) Monte Olivo (850 Einwohner) folgende Comunidades: El Aguacate, El Manzanal, San José de Motilón, Pueblo Nuevo, Palmar Grande (150 Einwohner), Miraflores (30 Einwohner), Raigrás (100 Einwohner) und San Agustín (20 Einwohner).

## Geschichte
Die Parroquia Monte Olivo wurde am 9. Januar 1941 (fecha de creación) gegründet.